# Triton (lune)
Pour les articles homonymes, voir Triton.
Triton est le plus gros des seize satellites naturels de Neptune et le septième par distance croissante à cette dernière. Il a été découvert le 10 octobre 1846 par l'astronome britannique William Lassell, dix-sept jours après la découverte de Neptune. Il a un diamètre d'un peu plus de 2 700 km, ce qui en fait le septième satellite naturel du Système solaire par taille décroissante — et un astre plus gros que les planètes naines dont Pluton et Éris. C'est le seul gros satellite connu du Système solaire orbitant dans le sens rétrograde, c'est-à-dire inverse au sens de rotation de sa planète ; tous les autres satellites dans ce cas sont de petits corps irréguliers de quelques centaines de kilomètres dans leur plus grande longueur. Cette caractéristique orbitale exclut que Triton ait pu se former initialement autour de Neptune et sa composition similaire à celle de Pluton suggère qu'il s'agit en réalité d'un objet issu de la ceinture de Kuiper capturé par Neptune. Triton est comme entre autres Phobos, la seule lune connue du Système solaire à se rapprocher de la planète autour de laquelle elle orbite : la Lune, par exemple, s'éloigne de la Terre d'environ 3,8 centimètres par an.
Triton orbite autour de Neptune en 5 jours et 21 heures sur une trajectoire quasi circulaire ayant un demi-grand axe de 354 759 km, une inclinaison de 156,865° (-23,135°) sur le plan de Laplace du système, et jusqu'à 129,6° (-50,4°) sur le plan orbital de sa planète. Ceci lui confère des saisons très marquées tout au long de l'année neptunienne, longue de 164,79 années terrestres ; l'hémisphère sud a ainsi passé son solstice d'été en 2000 avec une inclinaison proche du maximum possible par rapport au Soleil, ce qui est à l'origine d'un réchauffement général de l'hémisphère sud depuis le passage de Voyager 2 le 25 août 1989.
Triton est un corps de masse volumique moyenne légèrement supérieure à 2 grammes par centimètre cube, constitué vraisemblablement d'un important noyau métallique et rocheux entouré d'un manteau de glace d'eau et d'une croûte d'azote gelé à environ 38 kelvins (−235 °C) en surface. Une atmosphère ténue apparentée à celle des comètes enveloppe le satellite à une pression d'environ 4  à   6,5 pascals selon des mesures récentes réalisées depuis la Terre, composée presque uniquement d'azote N2, avec des traces de monoxyde de carbone CO et de méthane CH4 ; du néon et de l'argon y sont certainement présents sans avoir pu y être quantifiés, n'excédant donc sans doute pas quelques pourcents du total. De l'hydrogène moléculaire H2 et atomique H• sont également présents dans la haute atmosphère en quantités significatives, résultant de la photolyse du méthane par les ultraviolets du rayonnement solaire.
Cette atmosphère est probablement issue de geysers dont les traces ont été observées sur la calotte polaire australe de Triton, l'un des rares satellites naturels connus pour avoir une activité géologique significative et assez récente, notamment sous la forme de cryovolcanisme. Ceci expliquerait l'âge très récent des terrains observés par la sonde Voyager 2 en été 1989, qui couvrent environ 40 % de la surface du satellite, où très peu de cratères d'impact ont été relevés, donnant à l'ensemble un âge n'excédant pas la centaine de millions d'années — soit une valeur très brève à l'échelle des temps géologiques.
Cet astre a été nommé d'après Triton, dieu marin fils de Poséidon dans la mythologie grecque, Poséidon étant lui-même assimilé au dieu Neptune de la mythologie romaine.

## Découverte et dénomination du nouveau satellite

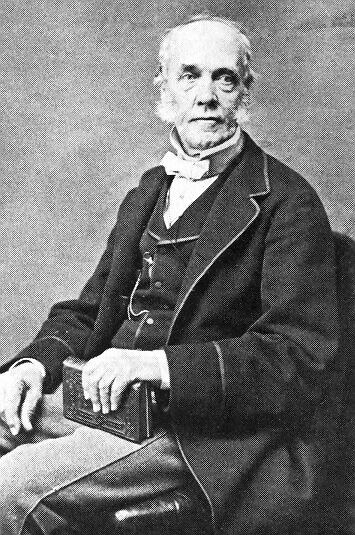
William Lassell, le découvreur de Triton.

Triton a été découvert par l'astronome britannique William Lassell le 10 octobre 1846, 17 jours à peine après la découverte de Neptune par les astronomes allemands Johann Gottfried Galle et Heinrich Louis d'Arrest, à partir des coordonnées calculées par l'astronome et mathématicien français Urbain Le Verrier. Brasseur de son état, Lassell commença par fabriquer des miroirs pour son télescope amateur en 1820. Quand John Herschel apprit la découverte récente de Neptune, il écrivit à Lassell, lui suggérant de rechercher de possibles satellites autour de la planète. Lassell s'exécuta et découvrit Triton après huit jours de recherches,,,. Lassell annonça aussi avoir découvert des anneaux ; néanmoins, bien que Neptune ait effectivement des anneaux, dont la première détection avérée — alors passée inaperçue — remonte à une occultation stellaire en 1968, ils sont si ténus et si sombres que cette affirmation initiale paraît peu vraisemblable compte tenu de la technologie de l'époque, et est très probablement due à un artefact dans son télescope.
Triton a été nommé ainsi en référence au dieu marin Triton, de Τρίτων / Trítōn, fils de Poséidon dans la mythologie grecque, car Poséidon est assimilé au Neptune de la mythologie romaine. Ce nom a été proposé pour la première fois par Camille Flammarion en 1880 dans son ouvrage Astronomie Populaire, bien qu'il n'ait été officiellement adopté que plusieurs dizaines d'années plus tard, car on préférait l'appeler plus simplement « le satellite de Neptune ». La découverte, en 1949, d'un second satellite de Neptune, Néréide, nécessita toutefois de lever l'ambiguïté qui en résultait en baptisant explicitement chacun des deux astres. Lassell n'avait pas donné de nom à sa propre découverte, mais suggéra quelques années plus tard le nom à donner au huitième satellite de Saturne, Hypérion, qu'il avait découvert après Triton. Les troisième et quatrième satellites d'Uranus (Ariel et Umbriel), que Lassell découvrit en 1851, furent baptisés, quant à eux, par John Herschel.

## Caractéristiques orbitales

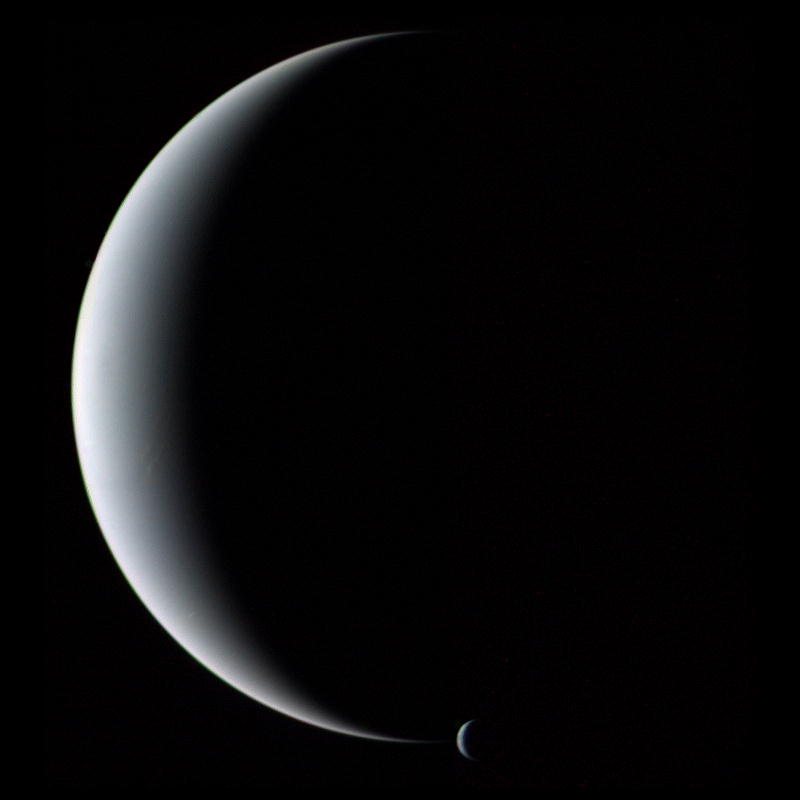
Croissants de Neptune et Triton.

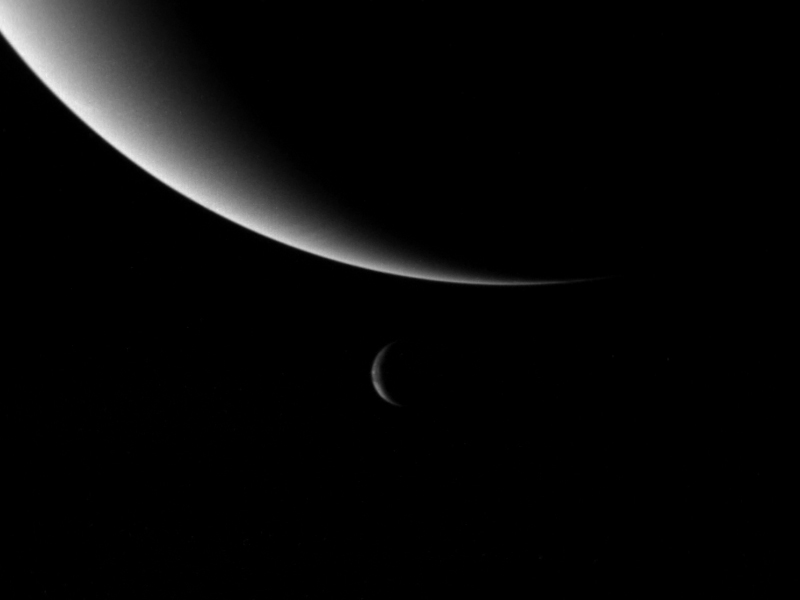
Gros plan sur le croissant de Triton, le 28 août 1989.

Triton est un cas unique parmi les satellites majeurs du Système solaire en raison de sa révolution rétrograde autour de Neptune, c'est-à-dire que ce satellite orbite dans le sens inverse de la rotation de sa planète,. De nombreux satellites irréguliers de Jupiter, Saturne et Uranus sont dans ce cas, mais ont des orbites toujours bien plus distantes, et sont bien plus petits que Triton : Phœbé, le plus gros d'entre eux, a seulement 230 km de long et orbite entre 11  et   15 millions de kilomètres de Saturne en plus de 18 mois.
Triton circule au contraire en 5 jours et 21 heures sur une orbite quasiment circulaire ayant un demi-grand axe de 354 759 km. Il est en rotation synchrone autour de Neptune, à laquelle il présente toujours la même face. Son axe de rotation est donc perpendiculaire à son plan de révolution, lui-même incliné 156,865° (-23,135°) sur le plan de Laplace du système et jusqu'à 129,6° (−50,4°) par rapport au plan orbital de Neptune autour du Soleil — cette dernière valeur est le maximum d'une inclinaison qui varie tout au long de la révolution de Neptune autour du Soleil. Il en découle que, sur Triton, les cercles polaires sont situés à une latitude de ±39,6° tandis que les tropiques — excursions extrêmes du point subsolaire — le sont à une latitude de ±50,4° : les saisons sont donc vraisemblablement très marquées, avec des changements climatiques radicaux entre l'hémisphère éclairé et l'hémisphère plongé dans la nuit, d'autant que chaque saison sur Triton dure en moyenne 41 ans.
L'hémisphère sud est actuellement en plein été, le solstice ayant été franchi en 2000 ; l'année neptunienne durant 164,79 années terrestres, la décennie 2010-2020 sur Triton correspondrait ainsi, sur Terre, aux trois dernières semaines de juillet dans l'hémisphère nord, tandis que Voyager 2, qui a croisé Neptune et Triton en été 1989, a observé l'hémisphère sud de Triton au printemps, à une époque équivalente, sur Terre, aux derniers jours du mois de mai dans l'hémisphère nord. Ainsi, l'hémisphère nord de Triton, inobservé par Voyager 2 — et actuellement essentiellement dans l'obscurité et invisible depuis la Terre — nous est largement inconnu.
L'orbite de Triton autour de Neptune est aujourd'hui presque parfaitement circulaire, avec une excentricité orbitale proche de zéro. Les mécanismes de circularisation par amortissement viscoélastique des forces de marée ne semblent pas suffisants pour parvenir à un tel résultat depuis la formation du système Neptune-Triton, et l'action d'un disque de gaz et de débris en rotation prograde (donc inverse de celle de Triton) aurait largement amplifié cet effet.
Du fait de sa période de révolution inférieure à la période de rotation de Neptune (car −5,877 jours < 0,671 3 jours, une révolution rétrograde ayant une valeur relative négative, même si c'est bien entendu le contraire en valeur absolue), Triton est progressivement ralenti par Neptune sous l'effet du couple exercé par les forces de marée sur le satellite, de sorte que son orbite se rétrécit en spiralant et finira vraisemblablement par atteindre la limite de Roche dans au plus 3,6 milliards d'années. Lorsque ceci surviendra, Triton devrait se disloquer sous l'effet des forces de marée et produire un nouveau système d'anneaux semblable à ceux de Saturne.

## Origine

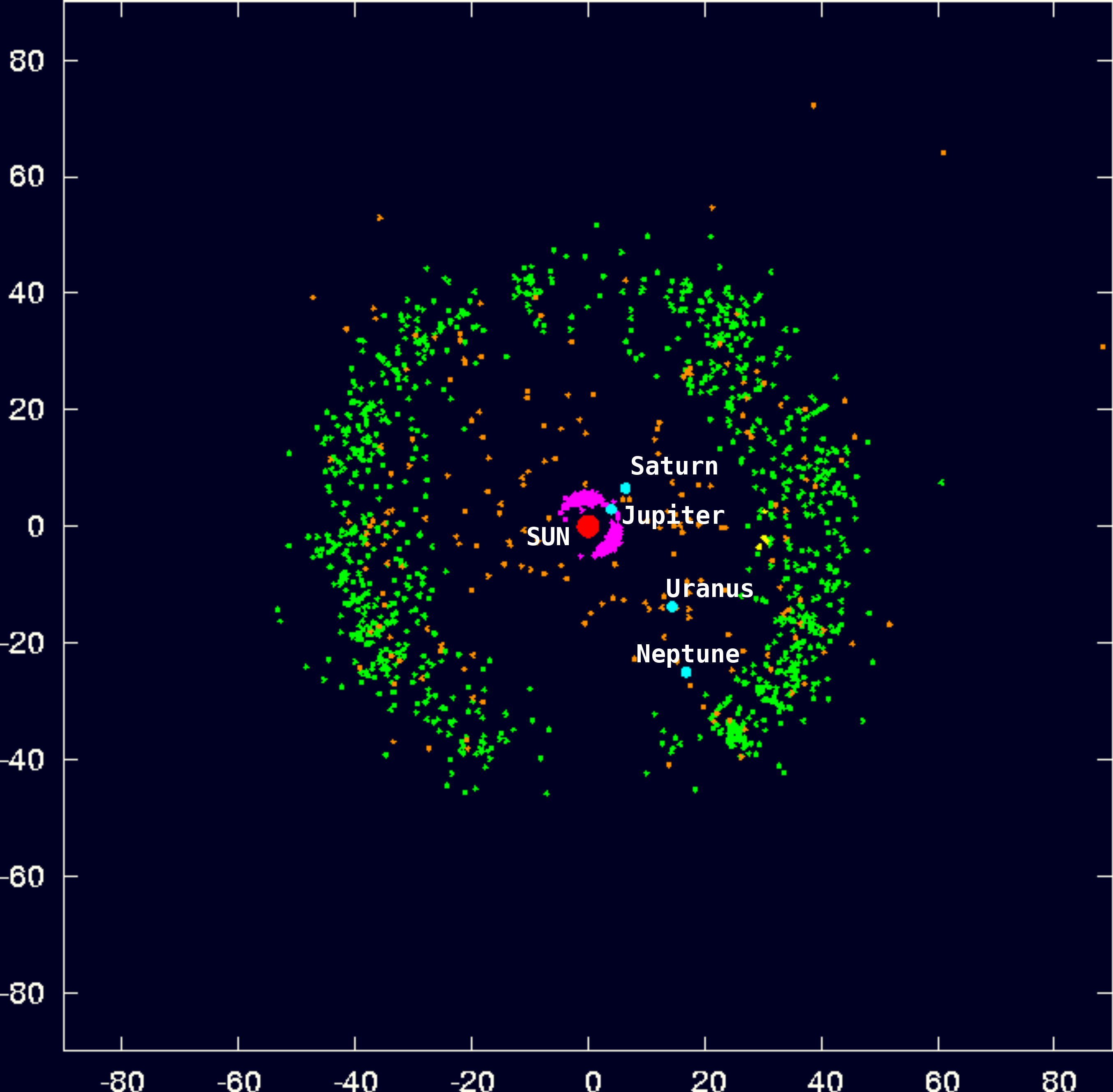
La ceinture de Kuiper, dont Triton serait peut-être issu.

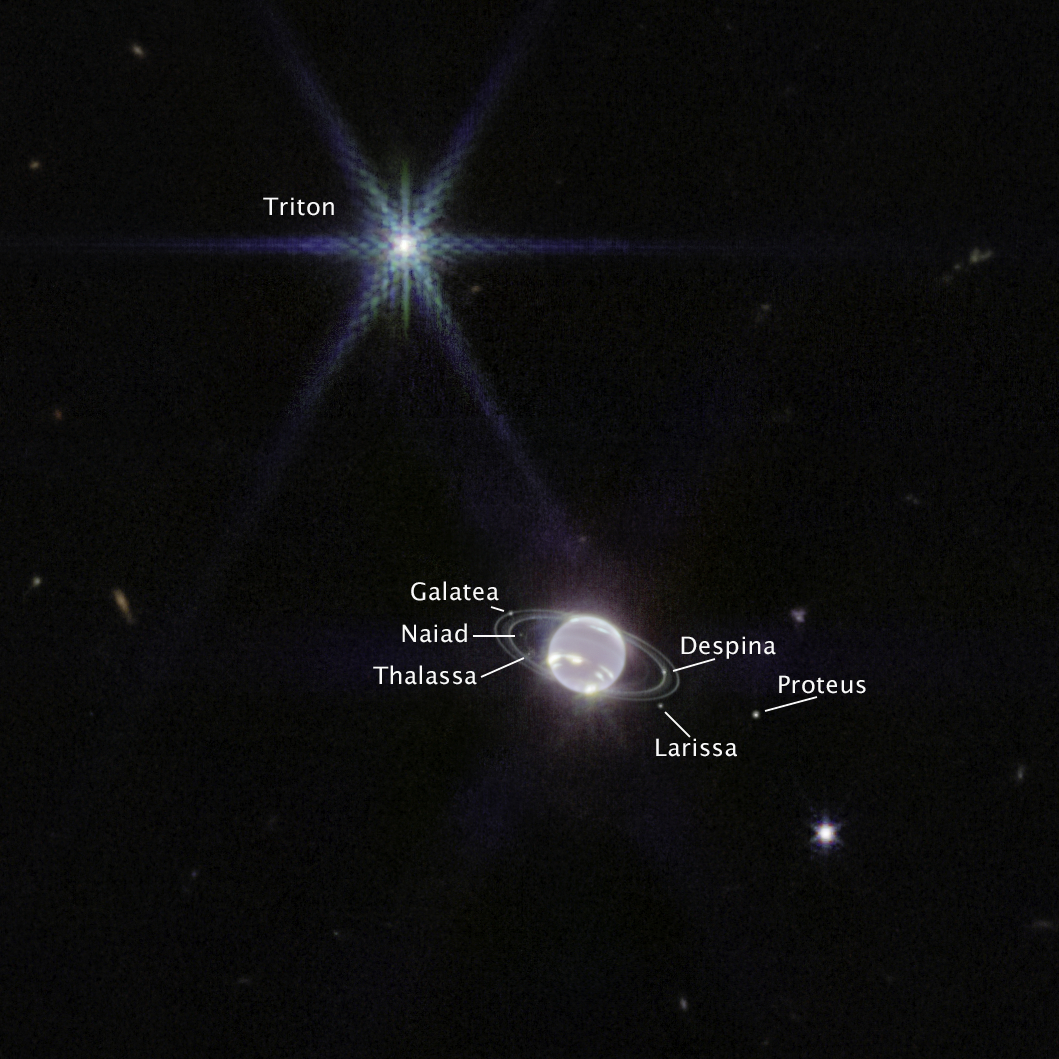
À la différence d'autres satellites de Neptune, qui orbitent près des anneaux, Triton est assez isolé de cette planète. Image prise en ultra-rouge par le télescope spatial James-Webb en 2022.

Les satellites qui se forment autour d'une planète ayant nécessairement une orbite prograde, les satellites ayant une orbite rétrograde sont généralement considérés comme ayant été capturés gravitationnellement[réf. nécessaire].

### Capture par Neptune?
Sa composition remarquablement proche de celle de Pluton fait suspecter Triton d'être issu de la ceinture de Kuiper, qui regroupe un ensemble de petits corps et de planètes naines constitués principalement de composés volatils gelés — tels que l'eau, le méthane et l'ammoniac — et orbitant autour du Soleil à une distance comprise entre celle de Neptune (environ 30 UA) et 55 UA. De cette ceinture proviendraient la plupart des comètes périodiques de période inférieure à 200 ans, ainsi que les centaures — tels que Chiron — et les objets épars. S'y trouvent également une classe d'objets massifs, les plutoïdes, qui regroupent actuellement quatre planètes naines, dont Pluton ; Triton aurait pu être l'un de ces plutoïdes, avant d'être capturé par Neptune.
Cette capture expliquerait plusieurs particularités du système de Neptune, notamment la très grande excentricité orbitale de Néréide et la relative rareté en petits satellites pour une planète de cette taille — 13 satellites pour Neptune contre au moins 27 pour Uranus. Triton aurait eu une orbite très excentrique lors de sa capture par Neptune, perturbant fortement tous les petits satellites naturels et acquis autour de Neptune au point d'en éjecter la plupart hors du système et de susciter des collisions entre ceux qui n'auraient pas été expulsés, collisions dont les actuels petits satellites intérieurs seraient le résultat après accrétion subséquente une fois l'orbite de Triton circularisée. Autre conséquence de cet épisode, les déformations dues aux forces de marée exercées par Neptune sur son nouveau satellite lors de la circularisation de son orbite ont dû fortement réchauffer l'intérieur de Triton au point de le maintenir liquide pendant peut-être un milliard d'années, ce qui aurait favorisé sa différenciation interne et probablement contribué à renouveler entièrement sa surface.
Le mécanisme de capture lui-même aurait pu être de deux ordres. Afin d'être capturé par une planète, un objet doit perdre suffisamment d'énergie pour n'avoir plus qu'une vitesse relative inférieure à la vitesse de libération. L'une des premières théories plausibles élaborées pour expliquer ce phénomène est celle d'une collision du proto-Triton avec un satellite de Neptune. Une explication plus récente part du constat que nombre de corps massifs de la ceinture de Kuiper sont en fait des objets multiples, avec de nombreux couples d'objets massifs, tels que le couple Pluton-Charon dont les diamètres respectifs sont d'environ 2 300 km et 1 200 km — Pluton est un peu plus petit que Triton. Un tel couple pourrait plus facilement permettre la capture de l'un de ses membres par Neptune en transférant l'énergie excédentaire du système dans l'autre membre, qui serait expulsé avec une énergie accrue en laissant le corps principal orbiter au sein du système satellitaire de Neptune. Cette capture se serait produite simplement du fait de l'interaction gravitationnelle avec Neptune, sans collision majeure avec un satellite de Neptune suffisamment massif pour ralentir le proto-Triton et permettre la capture de ses restes.

### Un satellite originellement régulier?
L'hypothèse d'une capture pose quelques problèmes dont la survie de Néréide sur une orbite extérieure à celle de Triton, vu l'orbite post-capture extrêmement excentrique du satellite majeur qu'est Triton. Triton pourrait en fait être originellement un satellite régulier tournant dans le sens prograde sur une orbite équatoriale, dont il aurait été délogé lors des changements d'obliquité de Neptune, dus à au moins deux impacts avec des embryons planétaires de taille terrestre (les calculs montrent l'obtention d'une orbite rétrograde dans 5 à 10 % des cas étudiés). Le calcul des effets de marée conduit alors à une orbite actuelle en accord avec celle observée.

## Nature physico-chimique et structure interne

### Composition

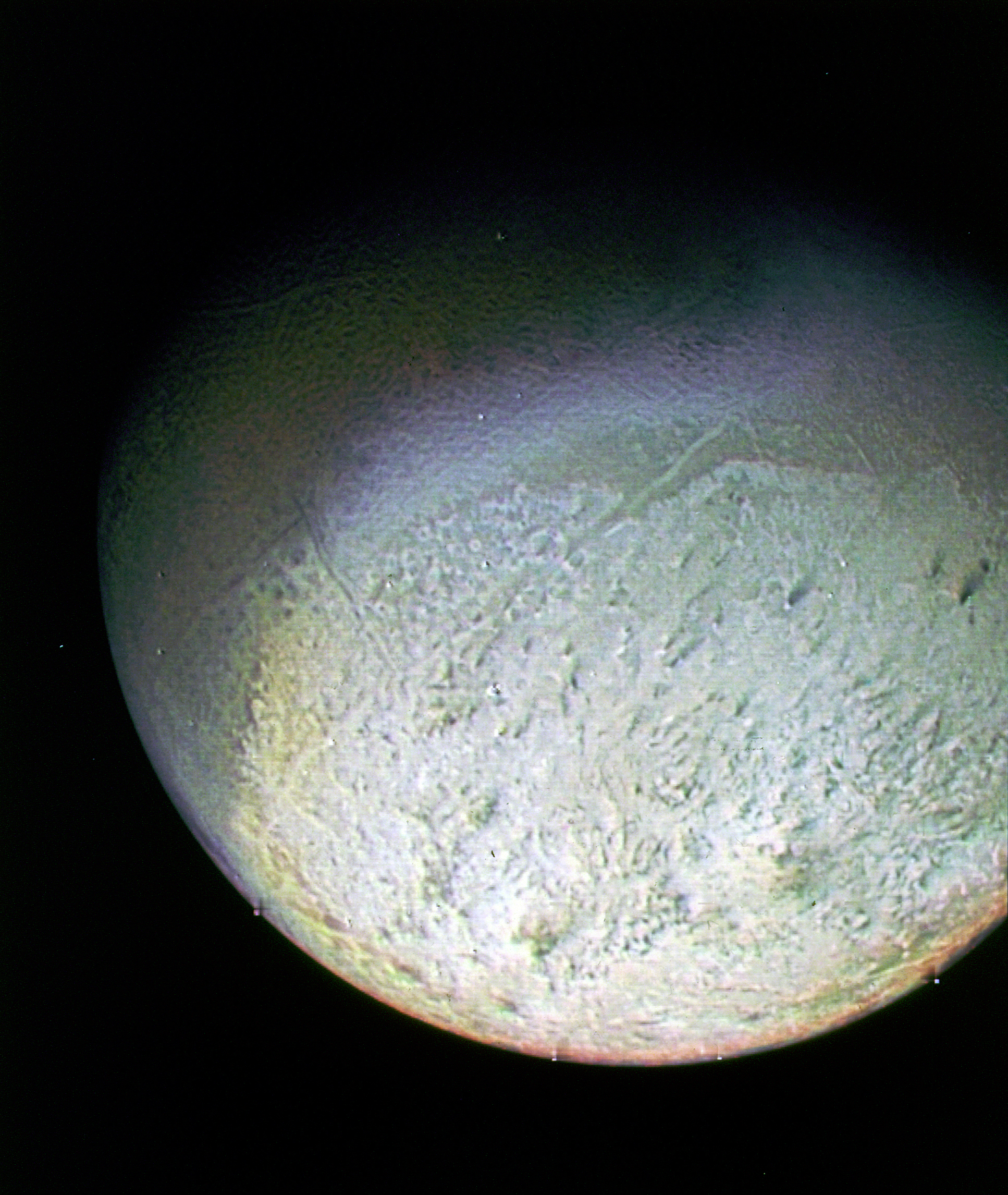
Mosaïque de vues d'approche de Triton par Voyager 2 le 24 août 1989 en fausses couleurs (filtres vert, bleu et ultraviolet). Cela fait apparaître certaines zones en bleu, couleur autrement absente de la surface de Triton, autour de la calotte polaire australe, qui apparaît ici en blanc cassé alors qu'elle est en fait rosâtre.

Avec un diamètre d'environ 2 707 km, Triton est le septième plus gros satellite naturel du Système solaire, après Ganymède (5 268 km), Titan (5 151 km), Callisto (4 817 km), Io (3 636 km), la Lune (3 474 km), et Europe (3 121 km). Il est également plus gros que les planètes naines actuellement connues, Éris ayant un diamètre estimé à 2 397 ± 100 km tandis que celui de Pluton serait de l'ordre de 2 370 ± 20 km. Triton représente à lui seul plus de 99,5 % de la masse de tous les objets en orbite autour de Neptune, y compris les anneaux de Neptune et les treize autres satellites naturels de Neptune ; c'est précisément ce constat qui a fait penser que la capture gravitationnelle de Triton par Neptune aurait pu avoir expulsé ou détruit l'essentiel du système neptunien originel.
En fait, toutes ses propriétés globales — taille, masse, composition, température, masse volumique moyenne — rapprochent Triton de Pluton. Comme celle de Pluton, la surface de Triton est composée majoritairement d'azote N2 gelé, avec une forte proportion de glace d'eau H2O et, dans une moindre mesure, de dioxyde de carbone CO2 gelé ; environ 10 % de la surface de Triton serait recouverte de glace carbonique presque pure. D'autres composés gelés y sont présents, notamment du méthane CH4 — responsable de la teinte rosée plus ou moins jaunâtre de la calotte polaire australe — et du monoxyde de carbone CO ; la maille cristalline de l'azote gelé en surface de Triton, déterminée par spectroscopie, a révélé l'absence d'α-N2, limitant à 10 % le taux de CO pouvant être contenu en solution solide dans la glace de N2.
Le monoxyde de carbone est caractéristique des corps formés dans une nébuleuse froide ; dans une région plus chaude (comme celle où s'est formée Neptune, plus proche du Soleil qu'aujourd'hui, dans le scénario décrit par le modèle de Nice aujourd'hui le mieux accepté), CO aurait été réduit en CH4, libérant de l'oxygène O2 susceptible de former davantage d'eau H2O en se combinant avec l'hydrogène H2 de la nébuleuse solaire, ce qui aurait chargé la masse rocheuse en glace d'eau et en aurait abaissé la masse volumique globale autour de 1,5 g/cm3, valeur typique des satellites naturels de Jupiter et de Saturne.
La présence d'ammoniac NH3 est également envisageable à la surface à partir du dihydrate NH3•2H2O peut-être présent dans la lithosphère. La teinte rosée à rouge observée par Voyager 2 sur la calotte australe de Triton résulterait de l'action du rayonnement solaire sur la glace de méthane qui serait convertie en carbone sous l'effet des ultraviolets. La surface de Triton est très réfléchissante, avec un albédo variant localement de 62 % à 89 % et en moyenne 80 % niveau de la calotte polaire australe — par comparaison, la Lune a un albédo moyen de seulement 13,6 %.

### Structure
La topographie observée par Voyager 2 sur Triton indique une longue histoire géologique ayant abouti au renouvellement récent de la quasi-totalité de sa surface, de sorte que les modèles de sa constitution interne considèrent que l'intérieur de ce satellite est entièrement différencié, avec un noyau, un manteau et une croûte.
La masse volumique moyenne de Triton, mesurée à 2 061 kg/m3, est compatible avec une constitution globale de 30 % de glace d'eau et de composés volatils, formant a priori le manteau, les 70 % restants étant constitués de matériaux métalliques et rocheux formant le noyau. La différenciation planétaire rendue possible par la chaleur induite par les forces de marée à l'œuvre lors de la circularisation de l'orbite de Triton consécutive à sa capture aurait ainsi conduit à la formation d'un noyau de 950 km de rayon — lui-même stratifié en une graine métallique de 600 km de rayon entourée d'une gangue rocheuse de 350 km d'épaisseur et jusqu'à 1,5 GPa de pression — au centre d'une enveloppe d'eau plus ou moins gelée avec diverses impuretés minérales et organiques épaisse de 400 km pour une pression maximum de 400 MPa.
La masse de ce noyau — environ les deux tiers de la masse totale du satellite — serait suffisante pour entretenir une source de chaleur interne par désintégration radioactive de ses radioisotopes — thorium 232, uranium 238 et potassium 40, comme dans le noyau terrestre — et générer une convection mantellique, voire maintenir un océan d'eau liquide entre 20 et 140 km sous la surface. Ce chauffage radiogénique pourrait également porter le manteau au-dessus de 177 K (environ −96 °C), température suffisante pour faire fondre un eutectique d'eau et d'ammoniac, qui aurait tendance à s'accumuler à l'interface entre les niveaux de glace II (rhomboédrique avec une densité 1,18) et de glace Ic (cubique à faces centrées avec une densité 0,94), où il pourrait toutefois geler à nouveau si la conductivité thermique de la glace Ic est suffisamment élevée.

### Minéralogie
La composition minéralogique de l'intérieur de Triton dépend de sa composition chimique, probablement chondritique mais pas de type chondrite ordinaire ni chondrite à enstatite (notamment en raison de leur densité). En 2022, trois compositions initiales sont soumises à une modélisation thermodynamique de la structure de Triton, celles de chondrites carbonées : une CI, une CM et une CV. Les trois hypothèses conduisent respectivement à : (a) un intérieur entièrement anhydre riche en olivine et en pyroxènes (avec des feldspaths, du spinelle ou du grenat selon la profondeur) ; (b) un intérieur riche en silicates hydratés (une couche de serpentine recouvrant un mélange de silicates hydratés et anhydres) ; (c, cas intermédiaire) un intérieur partiellement déshydraté (un mélange de silicates hydratés — amphiboles et chlorite — et anhydres — olivine et pyroxènes —) recouvrant des silicates anhydres.

## Atmosphère

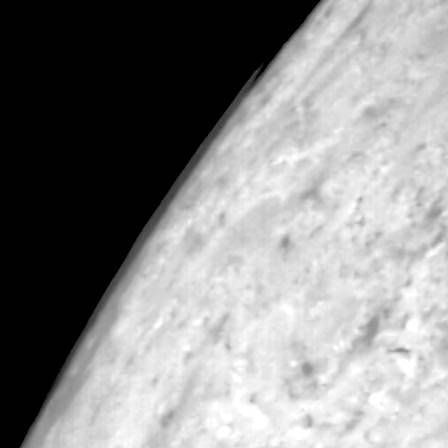
Nuage se détachant au-dessus du limbe de Triton.

Triton possède une atmosphère ténue composée presque uniquement de diazote N2, avec des traces de monoxyde de carbone CO et, près de la surface, de méthane CH4, lequel se photolyse en libérant de l'hydrogène H2 dans la haute atmosphère. CO est plus abondant que CH4, dont la concentration au niveau du sol avait été estimée à 0,01 % en 1989, mais la pression partielle de CH4 augmente rapidement depuis une décennie en raison du réchauffement saisonnier de l'hémisphère sud, actuellement en plein été. La pression au sol avait été évaluée à 1,4 Pa au passage de Voyager 2 en 1989, mais serait actuellement plutôt de l'ordre de 4  à   6,5 Pa.
La température de surface est au moins de 35,6 K (−237,55 °C), température minimale à laquelle le diazote gèle dans une maille hexagonale, β-N2, dont la signature spectroscopique a été observée — contrairement à celle de la maille cubique de l'α-N2 dans laquelle gèle l'azote en dessous de cette température. La borne supérieure de la température de surface peut également être déduite de la pression de N2 gazeux en équilibre avec N2 gelé à la surface, donnant une valeur d'une quarantaine de kelvins, tandis que la température effective a été déterminée à 38 K (−235,15 °C).
En cette époque de grand réchauffement saisonnier, l'atmosphère de Triton ne serait peut-être pas à l'équilibre, et sa structure semble assez variable d'une mesure à l'autre. Les turbulences au-dessus du sol créeraient une troposphère, jusqu'à une altitude communément admise de 8 km, mais que des mesures récentes situeraient jusqu'à 10 km, voire 50 km. Au-dessus se trouverait directement la thermosphère, comprenant une ionosphère vers 125  à   130 km d'altitude, la thermosphère devenant à peu près isotherme au-dessus de 400 km avec un maximum de 102 K (−171 °C) à 600 km d'altitude avant de redescendre à 96 K. L'exosphère commencerait vers 800 km d'altitude, marquant la limite supérieure de l'atmosphère proprement dite.
L'atmosphère de Triton possède des nuages d'azote condensé évoluant typiquement de 1  à   3 km au-dessus de la surface, tandis que la troposphère dans son ensemble serait parcourue par une brume d'aérosols composés d'hydrocarbures et de nitriles formés par l'action des ultraviolets du rayonnement solaire sur le méthane et l'azote de cette atmosphère. Celle-ci semble être en équilibre avec les calottes polaires, comme l'atmosphère de Mars, composée de dioxyde de carbone, qui est en équilibre avec les calottes polaires martiennes, constituées de CO2 gelé. L'action du soleil sur la calotte polaire australe de Triton aurait pour effet de sublimer l'azote des régions polaires, générant des vents en surface mesurés avec une vitesse de l'ordre de 5 m/s se déplaçant depuis le point subsolaire et déviés par la force de Coriolis. Les aérosols troposphériques pourraient modérer cet effet en interceptant partiellement le rayonnement solaire, contribuant à limiter le réchauffement de la surface tout en réchauffant davantage l'atmosphère.

## Géologie et topographie
Toutes nos connaissances relatives à la surface de Triton proviennent de l'unique survol de ce satellite par une sonde spatiale, en l'occurrence Voyager 2, le 25 août 1989, au cours duquel environ 40 % de la surface a pu être observée plus ou moins en détail, essentiellement dans l'hémisphère sud, alors à la fin du printemps. Ces observations ont révélé une surface sans grands reliefs, le dénivelé total ne dépassant pas 1 km, marquée par une assez grande diversité de terrains et surtout une relative rareté en cratères d'impact, Triton n'en comptant en tout peut-être pas plus de quelques centaines — pour fixer les idées, le satellite Miranda d'Uranus en compte plus de 800 sur une surface 30 fois plus petite, un taux de cratérisation qui équivaudrait à observer entre 25 000  et   30 000 cratères sur Triton. La datation d'une surface planétaire à partir de son taux de cratérisation est toujours un exercice difficile entaché de nombreuses incertitudes, mais une estimation vraisemblable conduit à dater celle de Triton de moins d'une centaine de millions d'années, plus précisément entre 50  et   60 Ma, ce qui est géologiquement très jeune — en comparaison, l'âge des terrains lunaires se chiffre en milliards d'années.
La surface de Triton présente de fortes similitudes avec celle du satellite Encelade de Saturne, un astre à peu près sphérique d'environ 500 km de diamètre caractérisé par une surface très claire (albédo de 99 %), de grands sillons formant des motifs appelés « rayures de tigre », et un cryovolcanisme actif. Elle rappelle également par certains aspects celle de la planète Mars, notamment par ses calottes polaires et ses traînées sombres d'apparence très semblable produites semble-t-il par des geysers et orientées en fonction des vents dominants. Trois grandes régions ont été définies sur Triton à partir des clichés reçus de la sonde Voyager 2 fin août 1989, les seuls dont nous disposons à l'heure actuelle — et pour encore de nombreuses années — :

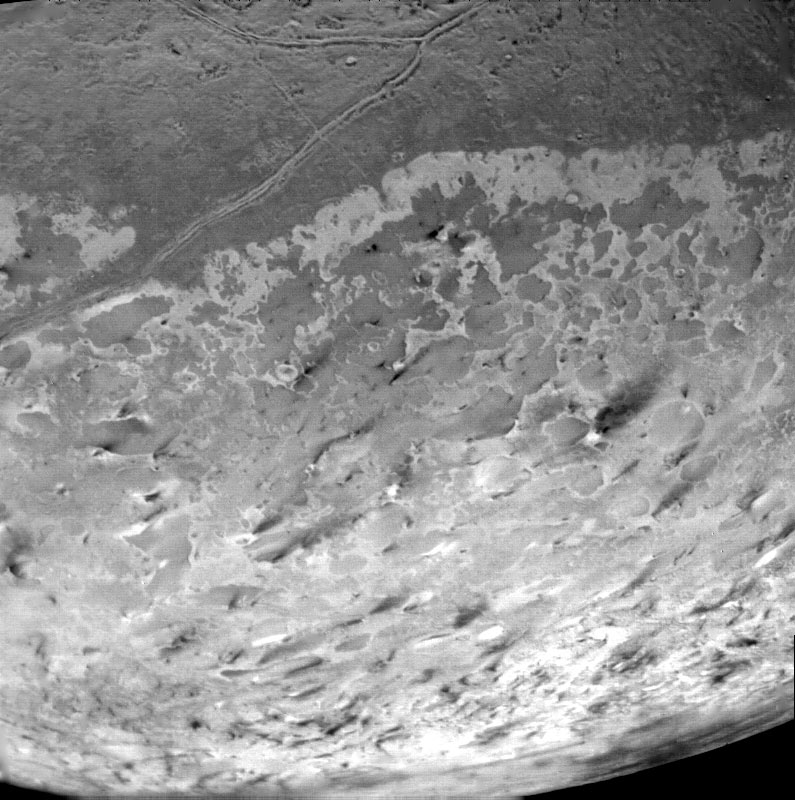
Calotte polaire australe de Triton avec une cinquantaine de traînées sombres attribuées à des formes de geysers. La plus grande traînée visible ici est Namazu Macula, sur la droite.

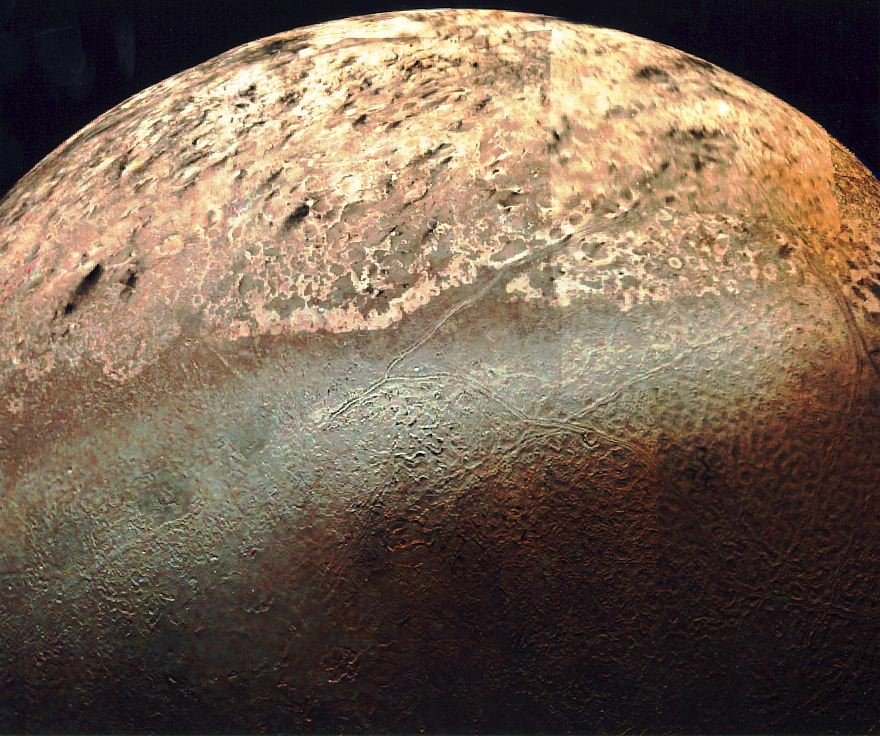
Mosaïque de vues de la calotte polaire australe de Triton, soulignant les traînées sombres de Namazu, Doro et Viviane, sans doute laissées par autant de geysers.

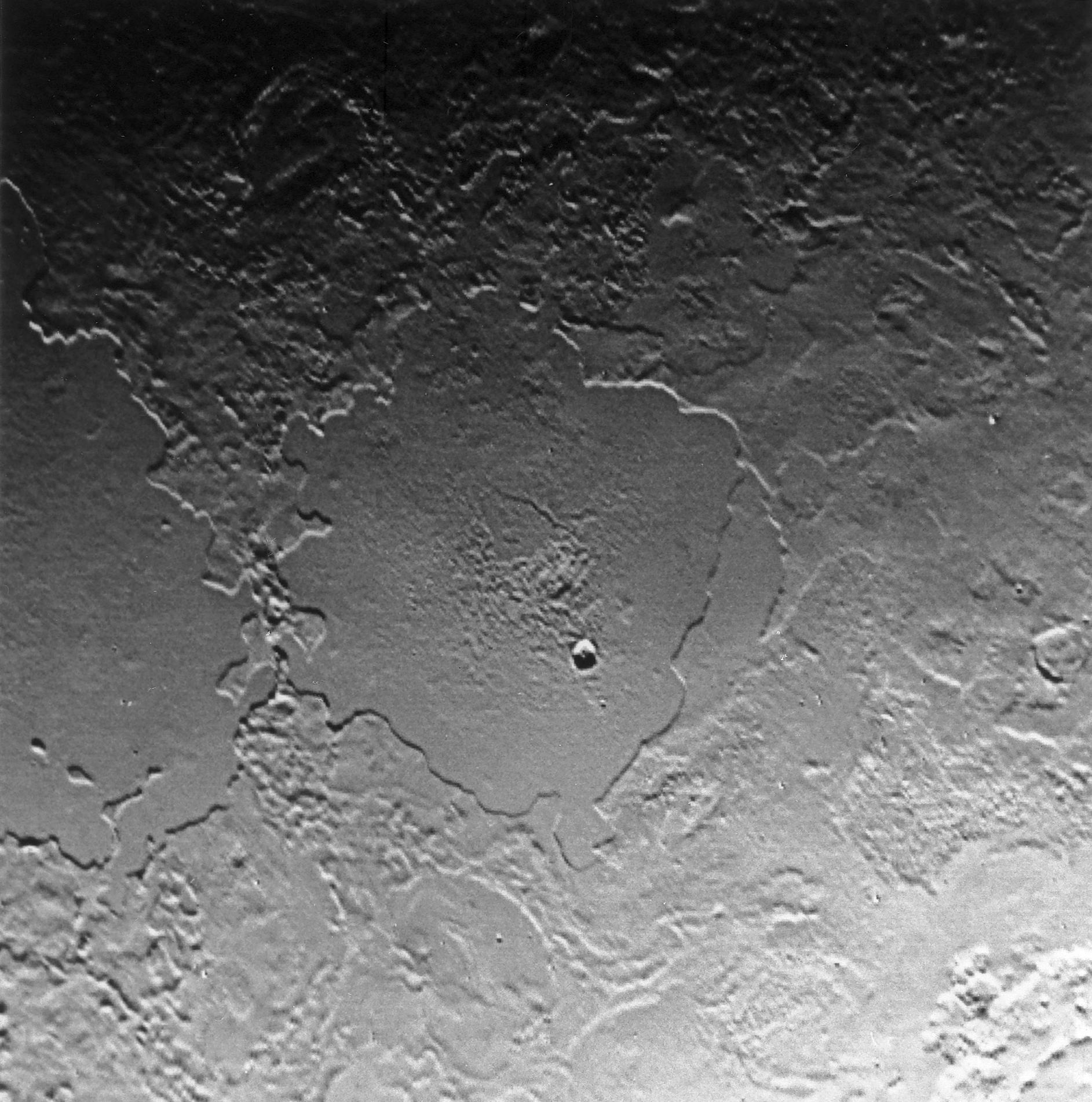
Ruach Planitia, un probable bassin d'impact sur Triton, avec le petit cratère Amarum.

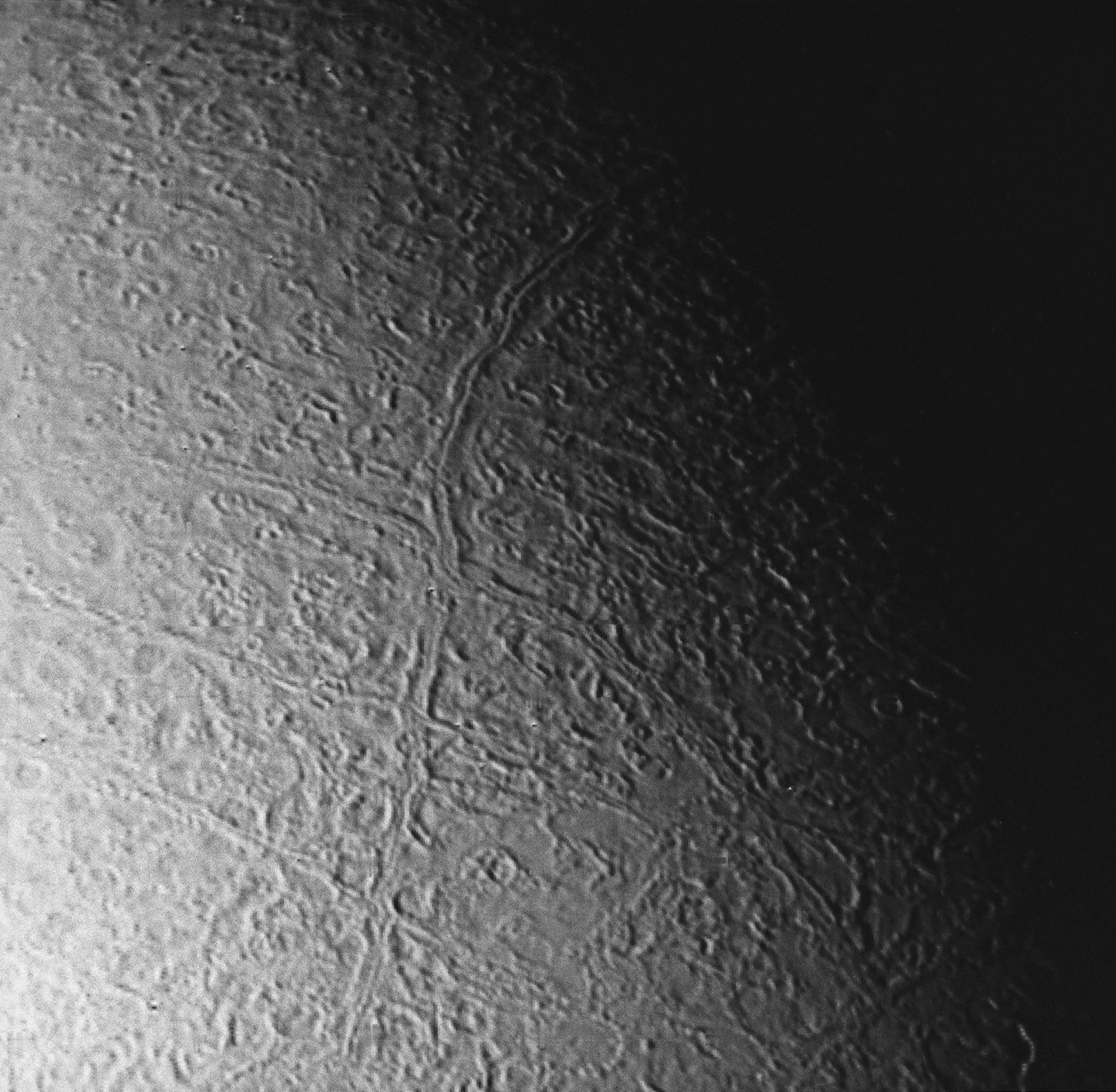
Terrains dits « en peau de melon cantaloup. »

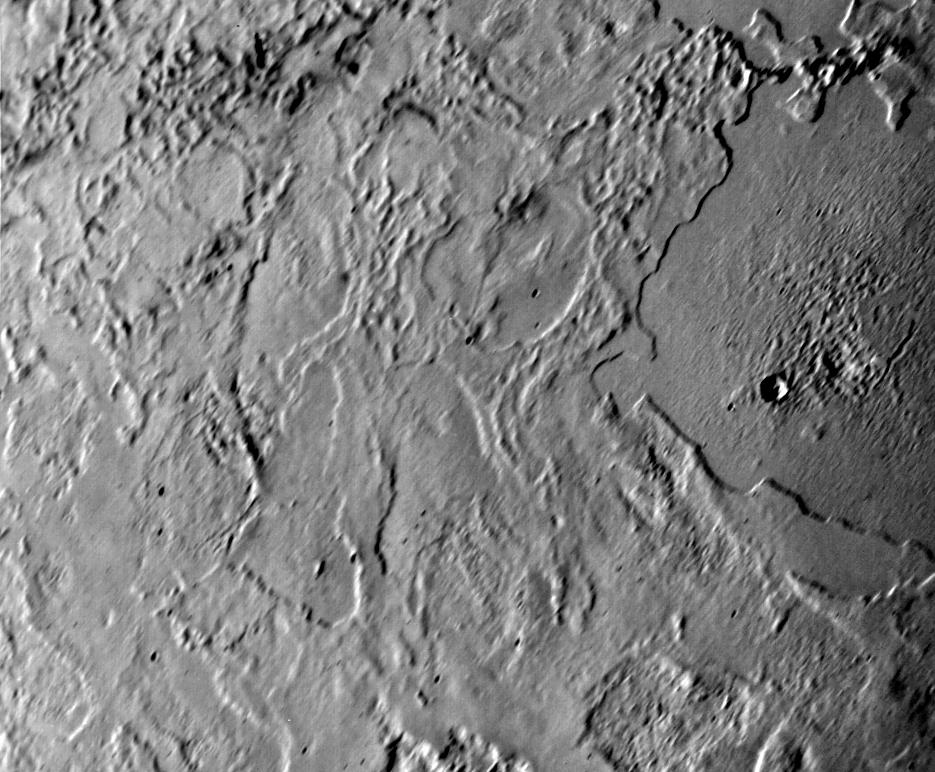
Terrains tourmentés au sud de Ruach Planitia, le nord étant ici à droite.

- Uhlanga Regio, de loin la plus claire avec une teinte rosée tirant sur le jaune et un albédo atteignant localement 89 %, qui correspond à la calotte polaire australe, constellée de traînées sombres vraisemblablement produites par des geysers ;
- Monad Regio, nettement plus sombre avec un gris tirant localement sur le vert et correspondant à l'hémisphère « avant » du satellite dans le sens de sa révolution autour de Neptune, marquée par des bassins d'impact et, peut-être, des plaines de « cryolave » ;
- Bubembe Regio, la plus sombre avec un gris tirant sur le bleu — mais le reflet de la surface bleue de Neptune y est peut-être aussi pour quelque chose — et caractérisée par des terrains dits « en peau de melon cantaloup ».

### Uhlanga Regio – calotte polaire australe et geysers
La calotte polaire australe — Uhlanga Regio — a été la première région observée par Voyager 2 lors de son approche de Triton : les premières vues du satellite révélant quelques détails en surface étaient prises alors que la sonde se trouvait encore face à l'hémisphère éclairé de Triton, la calotte polaire australe en occupant alors presque toute la surface. La sonde s'est ensuite décalée en se rapprochant du satellite, pour ne plus en voir qu'un quartier lors du survol rapproché du 25 août 1989.
Ces clichés ont révélé une surface irrégulière de teinte rosée et globalement très réfléchissante, constellée de multiples dépressions aux bords festonnés et, surtout à l'est, de cratères d'impact. D'une manière générale, la plupart des formations topographiques observées à la surface de Triton sont à la fois récentes et endogènes, c'est-à-dire qu'elles proviennent de processus géologiques internes plutôt que de phénomènes extérieurs tels que des impacts cosmiques. C'est notamment le cas des traînées sombres découvertes sur la calotte polaire australe, correspondant a priori à la manifestation de geysers d'azote sublimé sous la surface et sortant sous pression en entraînant des particules de poussières sombres.
Ces poussières formeraient des panaches de 2  à   8 km de haut, qui retomberaient à la surface après avoir dérivé dans le sens du vent local en formant les traînées observées sur toute la surface d'Uhlanga Regio, traînées qui rappellent beaucoup les formations similaires étudiées sur Mars. Ces dernières sont d'ailleurs préférentiellement situées dans les régions proches des pôles martiens, et les geysers de Triton semblent être les plus nombreux à des latitudes de 50  à   57 ° S, correspondant à des régions actuellement situées à proximité du point subsolaire mais qui n'avaient pas connu cette situation depuis cinq siècles.
L'albédo élevé de la calotte polaire australe serait dû au fait qu'elle est constituée de glace d'azote « fraîche », déposée au cours des siècles précédents d'hivers intenses et d'étés tièdes, par contraste avec la glace de N2 davantage chargée en impuretés — et donc plus sombre — constituant le reste de la surface de Triton. Ce contraste d'albédo favoriserait également la formation des geysers par l'absorption plus efficace de la chaleur du rayonnement solaire dans les couches sous-jacentes à la calotte polaire plutôt qu'en surface de celle-ci, qui serait translucide pour ces rayonnements.
Bien que spectaculaires, ces manifestations ne relèvent pas d'une activité cryovolcanique, dans la mesure où les geysers sont des phénomènes superficiels essentiellement gazeux limités à la croûte d'une planète ou d'un satellite, alors que les volcans sont des manifestations plus profondes de l'activité du manteau.
On suppose que Triton possède également une calotte polaire boréale, mais celle-ci se situerait à l'opposé de l'hémisphère actuellement observable, et son existence ne peut donc être confirmée.

### Monad Regio – bassins d'impact et cryovolcanisme
Les vastes plaines orientales, visibles sur la droite du limbe de Triton observé par Voyager 2 à proximité du terminateur, ont été appelées Monad Regio. Elles semblent recouvrir des reliefs plus anciens qui apparaissent parfois encore discernables sous une couche de matériaux plus lisses aux ondulations adoucies. Certains reliefs — des cratères et des fractures — semblent même recouverts partiellement par ces dépôts aux contours nets, qui présentent ainsi toutes les caractéristiques d'une coulée de « cryolave » (par exemple de la glace d'eau mélangée à de l'ammoniac jouant le rôle d'antigel) avec diverses impuretés conférant à l'ensemble des viscosités très variables proches des laves terrestres. On serait ainsi en présence de plaines de « cryolave » récentes, la plus explicite étant peut-être Cipango Planum, bordée au nord par un système de formations topographiques complexe évoquant des fissures cryovolcaniques (Set Catena et Kraken Catena) se croisant au niveau d'une vaste caldeira cryovolcanique (Leviathan Patera) et se prolongeant jusqu'à un cône plus petit à l'est (Kibu Patera).
Quatre « plaines à rebord » de forme plus ou moins circulaire sont visibles sur les clichés transmis par Voyager 2, correspondant vraisemblablement à des bassins d'impact au fond rempli de « cryomagma ». Ce sont les régions les plus lisses de la surface connue du satellite, avec des dénivelés ne dépassant pas 100 m, les rebords atteignant localement 200 m de haut. Ruach Planitia serait ainsi un bassin d'environ 200  à   250 km de large avec une surface parfaitement plate, un cratère d'impact significatif (le cratère Amarum) et une zone centrale plus irrégulière avec une cavité (Dilolo Patera) et une petite fracture résultant peut-être d'une relaxation isostatique ou d'un épanchement plus récent. Au nord-ouest de Ruach s'étend Tuonela Planitia, deux fois plus vaste et de forme oblongue, peut-être issue de deux impacts ou, plus probablement, d'un impact oblique, avec également une région centrale plus chaotique au milieu d'une plaine extrêmement lisse.
Abatos Planum, en bordure orientale du limbe de Triton, apparaît maculé de grandes taches sombres auréolées de blanc, Zin Maculae, dont l'origine n'est pas connue ; il pourrait s'agir de résidus de la calotte polaire, photographiée par Voyager 2 à la fin d'un printemps particulièrement chaud et donc après s'être vraisemblablement retirée significativement.

### Bubembe Regio – sillons et terrains «en peau de cantaloup»
La partie occidentale du limbe de Triton observé par Voyager 2 — Bubembe Regio — est composée de terrains d'apparence très particulière dits « en peau de cantaloup » — cantaloupe-skin terrains en anglais — en raison de leur ressemblance avec l'aspect du melon cantaloup. Son origine géologique n'est pas certaine, mais une datation relative sommaire en fait les plus anciens terrains à la surface de Triton, dans la mesure où les fractures et les plaines de « cryolave » en altèrent la surface et lui seraient donc postérieures.
La rareté des cratères d'impact caractérisés dans cette région, située à l'arrière du satellite dans le sens de sa révolution autour de Neptune, signifierait peut-être que les surfaces correspondantes — dont la couleur et la disposition évoquent les régions sombres du satellite Ganymède de Jupiter, correspondant aux terrains les plus anciens de cet astre — auraient été régulièrement « refondues », égalisant les reliefs tout en laissant cette apparence dépolie de bosses, de cavités et de failles évoquant une sorte de bouillonnement figé et résultant sans doute de l'activité géologique sous-jacente. Les nombreuses cavités en forme de cratère identifiées sur ces terrains ont d'ailleurs une distribution particulière évoquant davantage une origine cryovolcanique explosive plutôt que météoritique.
Un certain nombre de grandes fractures — ou sillons — zèbrent la surface de Triton sur de grandes longueurs en s'entrecroisant par endroits, formant des structures rappelant celles observées à la surface du satellite Europe de Jupiter, bien qu'à une échelle différente — celles de Triton sont dix fois plus larges que celles d'Europe. Ces sillons, larges typiquement de 15 km et longs en moyenne de 1 000 km, sont présents dans toutes les régions mais plus particulièrement dans Bubembe Regio, et tendent à se regrouper, à l'exemple de Boynne Sulci, qui semble traverser la calotte polaire australe et qui est rejoint par Slidr Sulci à l'extérieur de celle-ci.

### Cratères d'impact
Ce sont en tout 179 structures formellement identifiées comme cratères d'impact qui ont été dénombrées sur les clichés pris par Voyager 2, lesquels ne couvrent qu'environ 40 % de la surface de Triton. Cela ferait 450  à   500 cratères extrapolés à toute la surface du satellite, quand un taux de cratérisation similaire à celui observé sur le satellite Miranda d'Uranus, qui sert de référence dans cette région du Système solaire et compte 835 cratères d'impact, conduirait plutôt à dénombrer de 25 000  à   30 000 cratères d'impact sur Triton.
Le taux de cratérisation observé sur Triton, qui est environ soixante fois plus faible que celui de Miranda, indique que l'ensemble des processus géologiques à l'œuvre sur Triton en a récemment renouvelé la presque totalité de la surface photographiée : seuls y subsistent des cratères de moins de 27 km de diamètre, taille du cratère Mazomba, dans la région d'Abatos Planum.
Les rares cratères visibles se concentrent préférentiellement à l'avant du satellite dans le sens de sa révolution autour de Neptune, de sorte qu'il est possible que la face arrière du satellite compte encore moins de cratères que sa face avant, faisant davantage chuter le taux de cratérisation global.

## Cartes
| Carte couleur améliorée ; hémisphère avant est à gauche. | Cartes polaires en couleurs améliorées ; le sud est à droite. |